# أسعد الأسعد
أسعد عبد المنعم سعيد أسعد (وُلد في 11 أكتوبر 1947 في بيت محسير) دبلوماسي فلسطيني، كان سفيرًا مقيمًا لدولة فلسطين لدى أذربيجان ولاحقًا أوزباكستان، وغير مقيم لدى قيرغيزستان وتركمنستان. كما كان عميدًا للسفراء العرب في أوزباكستان منذ عام 2011.